# Das goldene Tor
Das goldene Tor (Originaltitel: Hold Back the Dawn) ist ein US-amerikanischer Liebesfilm aus dem Jahr 1941.

## Handlung
Der Rumäne Georges Iscovescu kommt nach Hollywood. In den Paramount Studios trifft er sich mit dem Filmregisseur Dwight Saxon, um ihm seine Lebensgeschichte zu erzählen und zu verkaufen.
Mit Ausbruch des Zweiten Weltkriegs flieht Georges von Europa nach Mexiko, um von dort in die USA zu gelangen. In Mexiko erfährt er, dass er aufgrund einer Quotenregelung für die Einwanderung von Mexiko in die USA fünf bis acht Jahre warten muss. In einem Hotel an der Grenze trifft er seine ehemalige Freundin und Tanzpartnerin Anita Dixon. Sie erzählt ihm, dass sie die amerikanische Staatsbürgerschaft durch die Heirat mit einem Amerikaner bekommen hat. Kurz danach hat sie den Amerikaner wieder verlassen. Der attraktive Georges sieht hier seine Chance. Wenig später trifft er die naive amerikanische Lehrerin Emmy Brown, die mit Schülern auf einer Klassenfahrt ist. Der Schulbus hat eine Panne und Georges sabotiert die Reparatur. Emmy Brown verbringt nun mit ihren Schülern im selben Hotel wie Georges die Nacht. Emmy verliebt sich in dieser Nacht in den charmanten Mann, und bereits am nächsten Tag heiraten sie. Emmy kehrt zurück nach Kalifornien, und Georges muss vier Wochen auf die Einreiseerlaubnis warten. In dieser Zeit frischt er seine Beziehung zu Anita Dixon wieder auf. Sie verabreden sich, um sich nach der Scheidung von Georges in New York zu treffen.
Bereits eine Woche später kommt Emmy überraschend zurück nach Mexiko. Sie hat von ihrem Schuldirektor für die Flitterwochen frei bekommen und durfte den Schulbus ausleihen. Georges möchte Emmy fern von Anita halten und gleichzeitig verhindern, dass ein gewisser Polizeiinspektor Hammock Verdacht schöpft. Hammock beobachtet der Scheinehe verdächtige Paare. Georges verlässt mit Emma die Stadt. Nach einer langen Reise kommen sie in eine kleine Stadt, die eine große Hochzeitsfeier begeht. Die Romantik und die Atmosphäre des Ortes führen dazu, dass Georges sich unbeabsichtigt auch in Emmy verliebt. Nach einer weiteren Woche kehrt das Paar in die mexikanische Grenzstadt zurück. Dort treffen sie auf die nun eifersüchtige Anita. Anita erzählt Emmy von Georges’ ursprünglichen Absichten. Die junge Frau ist schockiert, verteidigt Georges dennoch gegenüber Inspektor Hammock, der durch die schnelle Heirat der beiden Verdacht geschöpft hat. Tief enttäuscht und mit einem Schamgefühl über ihre eigene Dummheit verlässt Emmy Mexiko und Georges. Auf dem Weg zurück hat sie einen schweren Autounfall. Als Georges davon erfährt, überquert er illegal die Grenze und erreicht das Krankenhaus. Emmy will nicht mehr leben, doch Georges kann sie von seiner Aufrichtigkeit überzeugen und der Lebensmut kehrt zurück. Mit der Sicherheit, dass Emmy von den Verletzungen geheilt wird, verschwindet Georges nun, um sich vor der Polizei und Inspektor Hammock zu verstecken. So kommt er nach Hollywood zu Dwight Saxon, um ihm für Geld seine Geschichte zu erzählen. In den Paramount Studios kommt ihm schließlich Hammock auf die Spur und Georges wird gefasst. Hammock bringt ihn zurück nach Mexiko.
Eines Tages trifft Hammock in Mexiko erneut auf den einsamen, verzweifelten Georges. Hammock erzählt ihm, dass er die Verhaftung und Überführung nach Mexiko nie aktenkundig gemacht hat und er nun als freier Mann legal in die USA einreisen dürfe. Hammock bringt ihn zur Grenze, wo er auf die wartende Emmy trifft.

## Hintergrund
Der Film entstand nach der Erzählung Memo to a Movie Producer von Ketti Frings. Während der Dreharbeiten kam es zu Konflikten zwischen Drehbuchautor Billy Wilder und Charles Boyer, der sich weigerte, in seinem Hotelzimmer einen Monolog gerichtet an eine Kakerlake zu spielen. Die Szene wurde gestrichen und war für Billy Wilder Auslöser, zukünftig seine Drehbücher selbst als Regisseur zu verfilmen.
In einer Anfangsszene dreht Mitchell Leisen als Filmregisseur Dwight Saxon einen Film. Die Darsteller dieses Films sind Veronica Lake, Brian Donlevy und Richard Webb. Im Abspann werden sie jedoch nicht erwähnt.
In der DDR lief der Film unter dem Alternativtitel Erwachen in der Dämmerung.

## Kritiken
„Romantisches Drama, dessen Sentimentalität durch sarkastische und zeitkritische Untertöne kompensiert wird. Künstlerisch überdurchschnittliche Unterhaltung.“

„Gute, sehr nuancierte Geschichte [...]. Hollywood-Film aus dem Jahre 1941, der vielleicht äußerlich einige Retuschen nötig hätte, der aber heute noch ein Exempel für sicheren filmkünstlerischen Instinkt darstellt. Ab 16 zu empfehlen.“

## Auszeichnungen
Der Film erhielt 1942 sechs Oscarnominierungen in den Kategorien Bester Film, Beste Hauptdarstellerin, Bestes Drehbuch, Beste Kamera, Beste Musik und Beste Ausstattung. Bei der Oscarverleihung 1942 ging er jedoch leer aus. Für Olivia de Havilland war es die erste Oscarnominierung als beste Hauptdarstellerin. Gleichzeitig war jedoch auch ihre Schwester Joan Fontaine für den Hitchcock-Film Verdacht nominiert. Der Preis für die beste Hauptdarstellerin ging schließlich an Joan Fontaine.